# Aphoebantus
Aphoebantus is een vliegengeslacht uit de familie van de wolzwevers (Bombyliidae). De wetenschappelijke naam van het geslacht werd voor het eerst geldig gepubliceerd in 1872 door Loew.

## Soorten
- A. abnormis Coquillett, 1891
- A. altercinctus Melander, 1950
- A. arenicola Melander, 1950
- A. balteatus Melander, 1950
- A. bisulcus Osten Sacken, 1887
- A. borealis Cole, 1921
- A. brevistylus Coquillett, 1891
- A. capax Coquillett, 1891
- A. carbonarius Osten Sacken, 1887
- A. catenarius Melander, 1950
- A. catulus Coquillett, 1894
- A. cervinus Loew, 1872
- A. concinnus (Coquillett, 1892)
- A. contiguus Melander, 1950
- A. conurus Osten Sacken, 1887
- A. cyclops Osten Sacken, 1887
- A. denudatus Melander, 1950
- A. desertus Coquillett, 1891
- A. eremicola Melander, 1950
- A. fumidus Coquillett, 1891
- A. fumosus (Coquillett, 1892)
- A. gluteatus Melander, 1950
- A. halteratus Melander, 1950
- A. hians Melander, 1950
- A. hirsutus Coquillett, 1886
- A. interruptus Coquillett, 1891
- A. inversus Melander, 1950
- A. leviculus Coquillett, 1894
- A. maculatus Melander, 1950
- A. marcidus Coquillett, 1891
- A. marginatus Cole, 1923
- A. micropyga Melander, 1950
- A. mixtus Coquillett, 1891
- A. mormon Melander, 1950
- A. mus (Osten Sacken, 1877)
- A. obtectus Melander, 1950
- A. parkeri Melander, 1950
- A. pavidus Coquillett, 1886

- A. pellucidus (Coquillett, 1892)
- A. peodes Osten Sacken, 1887
- A. rattus Osten Sacken, 1887
- A. scalaris Melander, 1950
- A. scriptus Coquillett, 1891
- A. schlingeri Hall, 1957
- A. sperryorum Melander, 1950
- A. squamosus Coquillett, 1891
- A. tardus Coquillett, 1891
- A. timberlakei Melander, 1950
- A. transitus (Coquillett, 1886)
- A. ursula Melander, 1950
- A. varius Coquillett, 1891
- A. vasatus Melander, 1950
- A. vittatus Coquillett, 1886
- A. vulpecula Coquillett, 1894